# Pfarrhaus (Heretshausen)

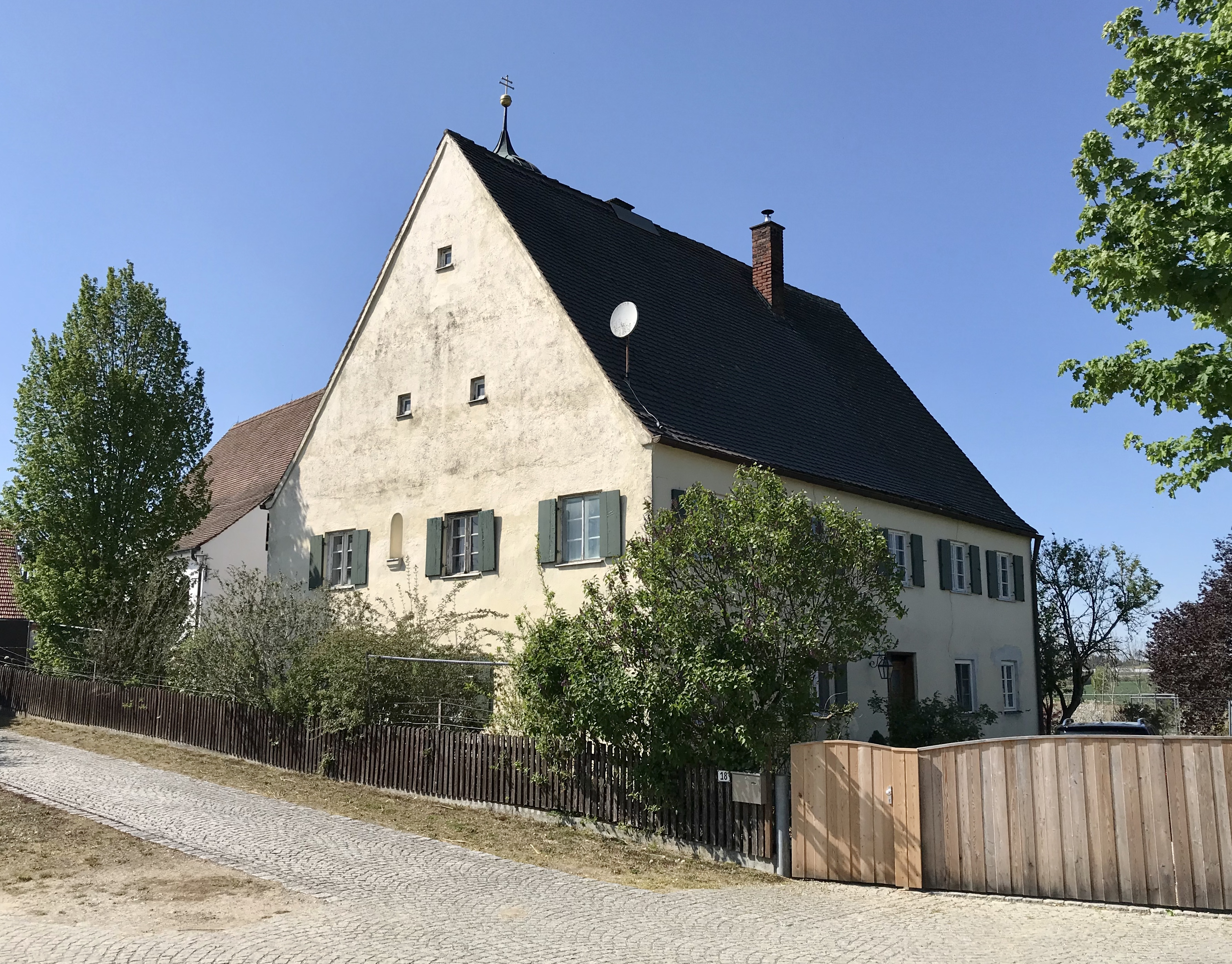
Ehemaliges Pfarrhaus in Heretshausen (2020)

Das Pfarrhaus in Heretshausen, einem Gemeindeteil von Adelzhausen im Landkreis Aichach-Friedberg im bayerischen Regierungsbezirk Schwaben, wurde im 18. Jahrhundert errichtet. Das ehemalige Pfarrhaus an der Dorfstraße 18, neben der katholischen Pfarrkirche St. Laurentius, ist ein geschütztes Baudenkmal.
Der zweigeschossige Satteldachbau im Stil des Barocks besitzt fünf zu drei Fensterachsen und einen steilen Giebel. In der Heiligennische an der Giebelseite fehlt die Heiligenfigur.